# 奧馬爾·卡拉米
奧馬爾·卡拉米（阿拉伯语：‎；拉丁化：Omar Karami，1934年9月7日—2015年1月1日），黎巴嫩政治人物，曾出任兩次黎巴嫩总理，第一次於1990年開始，至1992年結束，而第二次則是2004年至2005年4月，他於上任总理拉菲克·哈里里遇刺後遭群眾抗議，因受不住壓力而下台。
卡拉米於黎巴嫩北部出生，1956年毕业于埃及的开罗大学，获法律学士学位。其兄長拉希德·卡拉米也是該國政治人物，多次出任黎巴嫩总理，於1987年被刺殺，奧馬爾在之後開始投身政治，在多届议会中当选议员，还当过教育部长等职务。